# Łukasz Batkiewicz
Łukasz Batkiewicz (ur. 25 stycznia 1982 w Nowym Targu) – polski hokeista.

## Kariera
- Podhale Nowy Targ (2001–2005)
- KTH Krynica (2005–2007)
- Podhale Nowy Targ (2007–2010)

Absolwent NLO SMS PZHL Sosnowiec z 2001.

## Sukcesy
- Mistrzostwo Polski 2007 z Podhalem Nowy Targ
- Mistrzostwo Interligi 2004 z Podhalem Nowy Targ
- Puchar Polski 2004 i 2005 z Podhalem Nowy Targ

Indywidualne
- Mistrzostwa świata do lat 18 w hokeju na lodzie mężczyzn 2000#Grupa B:
  - Pierwsze miejsce w klasyfikacji asystentów turnieju: 6 asyst[2]
  - Piąte miejsce w klasyfikacji kanadyjskiej turnieju: 9 punktów[3]